# 히카루 술루

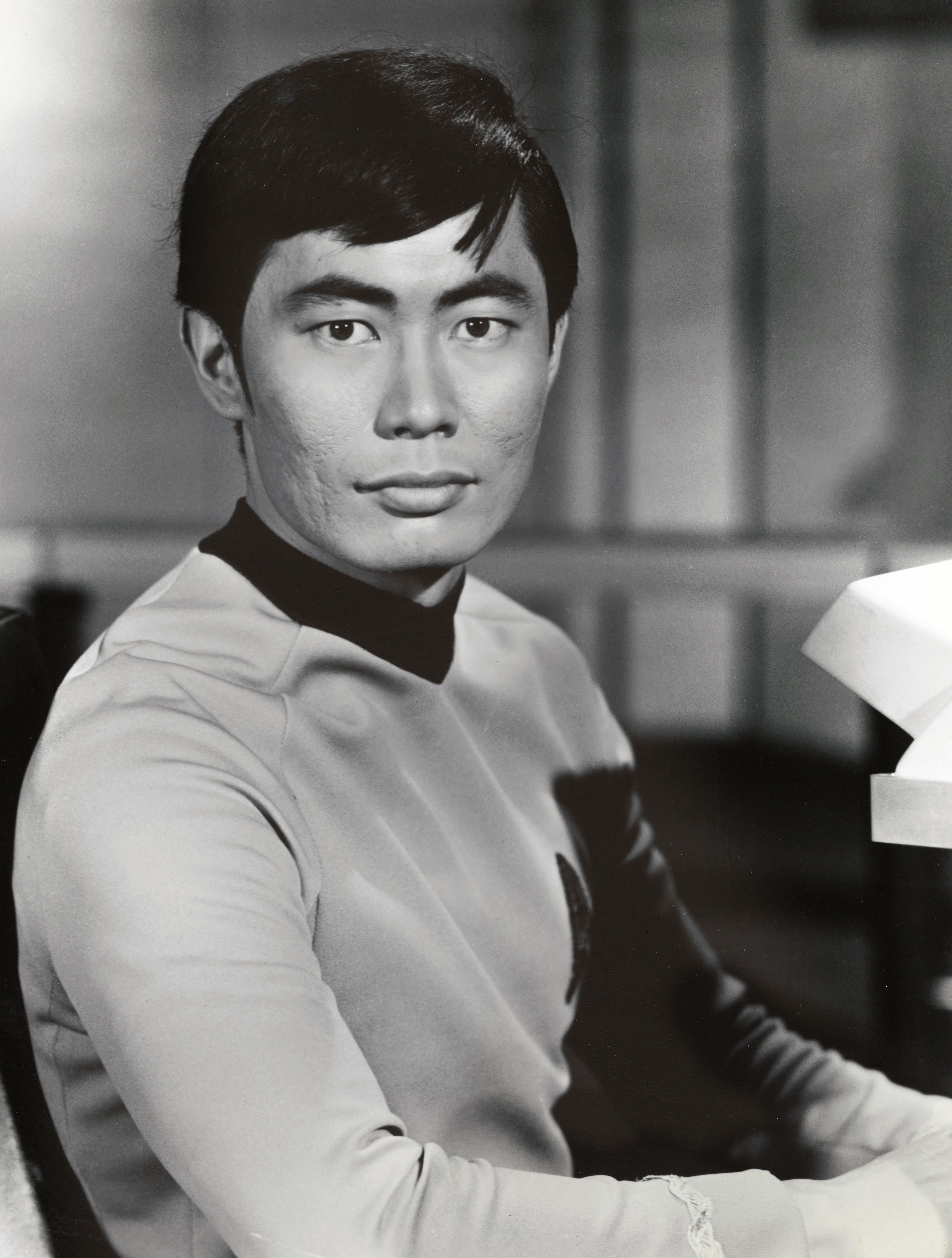

히카루 술루(영어: Hikaru Sulu)는 《스타 트렉 시리즈》의 등장인물이다. USS 엔터프라이즈 호의 파일럿이다.